# Sukarame (Bayongbong)
Sukarame is een bestuurslaag in het regentschap Garut van de provincie West-Java, Indonesië. Sukarame telt 8541 inwoners (volkstelling 2010).